# Montefioralle
Montefioralle ist ein Dorf in der Toskana und Ortsteil (Fraktion, italienisch frazione) der Gemeinde Greve in Chianti.

## Geographie
Das Dorf liegt ca. 1,5 km westlich vom Hauptort Greve in Chianti. Er liegt bei 352 Meter Höhe und hatte 2001 ca. 80 Einwohner. 2011 waren es 60 Einwohner.

## Geschichte

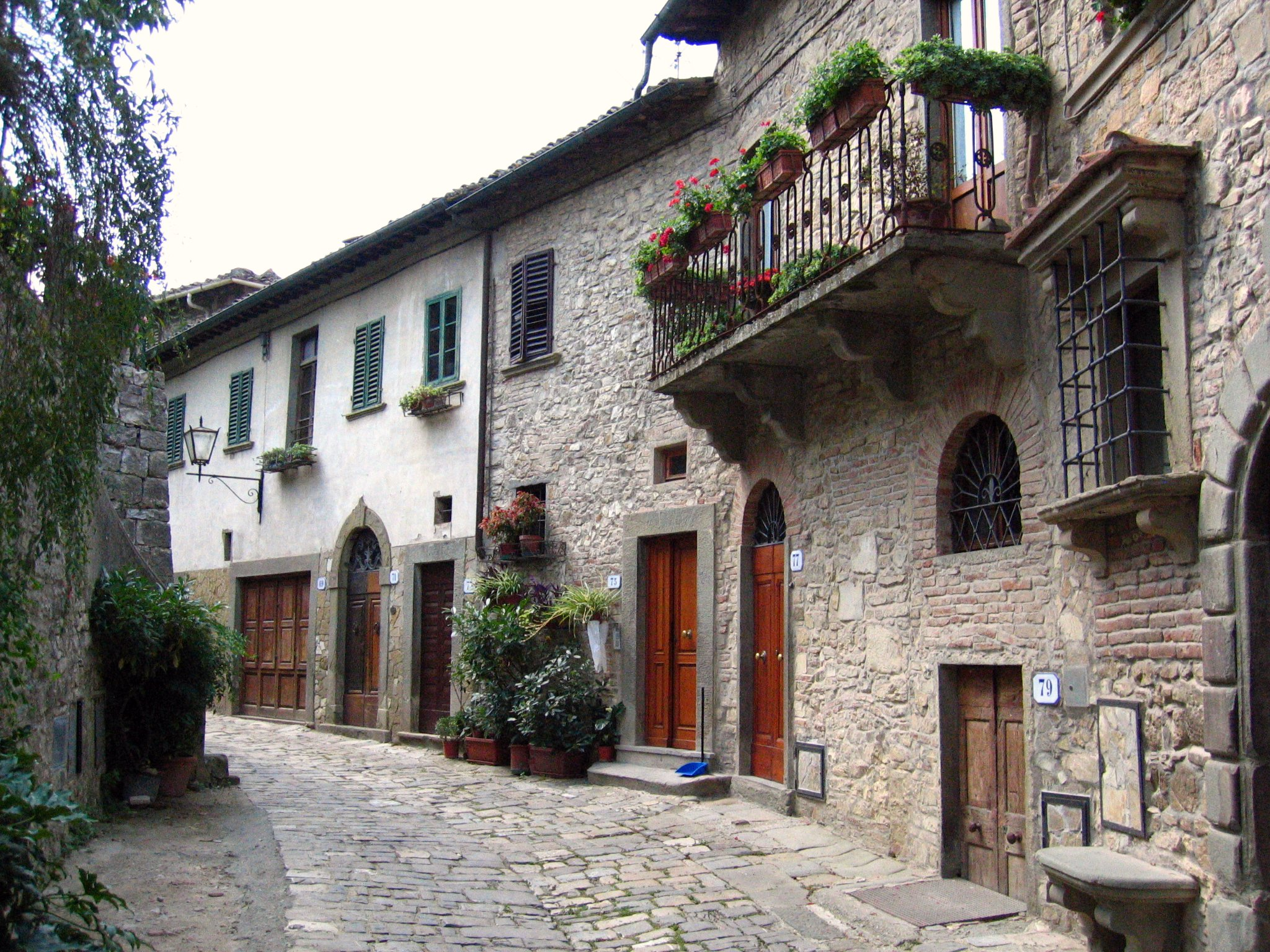
Rundweg durch Montefioralle

Das Castello di Montefioralle, früher auch Monteficalle, Monteficalli oder Montefioralli genannt, wurde erstmals 1085 in einem Dokument der Badia a Passignano in Tavarnelle Val di Pesa erwähnt und ist damit eines der ältesten Dörfer des Chianti-Gebietes. Die Festung war im Mittelalter von zentraler Bedeutung für die Region und wurde 1250 zum Sitz der Lega di Greve ernannt. Das Castello bestand aus zwei achteckig angelegten Mauerringen in die vier Tore eingelassen waren, welche auch heute noch in veränderter Form vorhanden sind. 1260 wurde die einst militärisch bedeutende Festung bei der Schlacht von Montaperti zum großen Teil zerstört. Die zahlreichen Türme wurden abgetragen, um mit diesem Baumaterial zwischen den zwei Mauern Häuser zu errichten. Die Festung war im Besitz der Familie Buondelmonti, bis sie 1325 von Castruccio Castracani und 1387 von Alberico da Barbiano erobert wurde. Danach gehörte sie unter anderem den Familien der Ricasoli, der Benci di Figline und den Gherardini. Die Familie der Vespucci hatte ihre Ursprünge im Ort. Sein heutiges romantisches Ortsbild hat Montefioralle im 14. Jahrhundert erhalten. Im Inneren der ehemals oktogonal angelegten Festung gibt es nur eine einzige Gasse, die als Rundweg um die romanische Chiesa Santo Stefano herumführt.

## Sehenswürdigkeiten

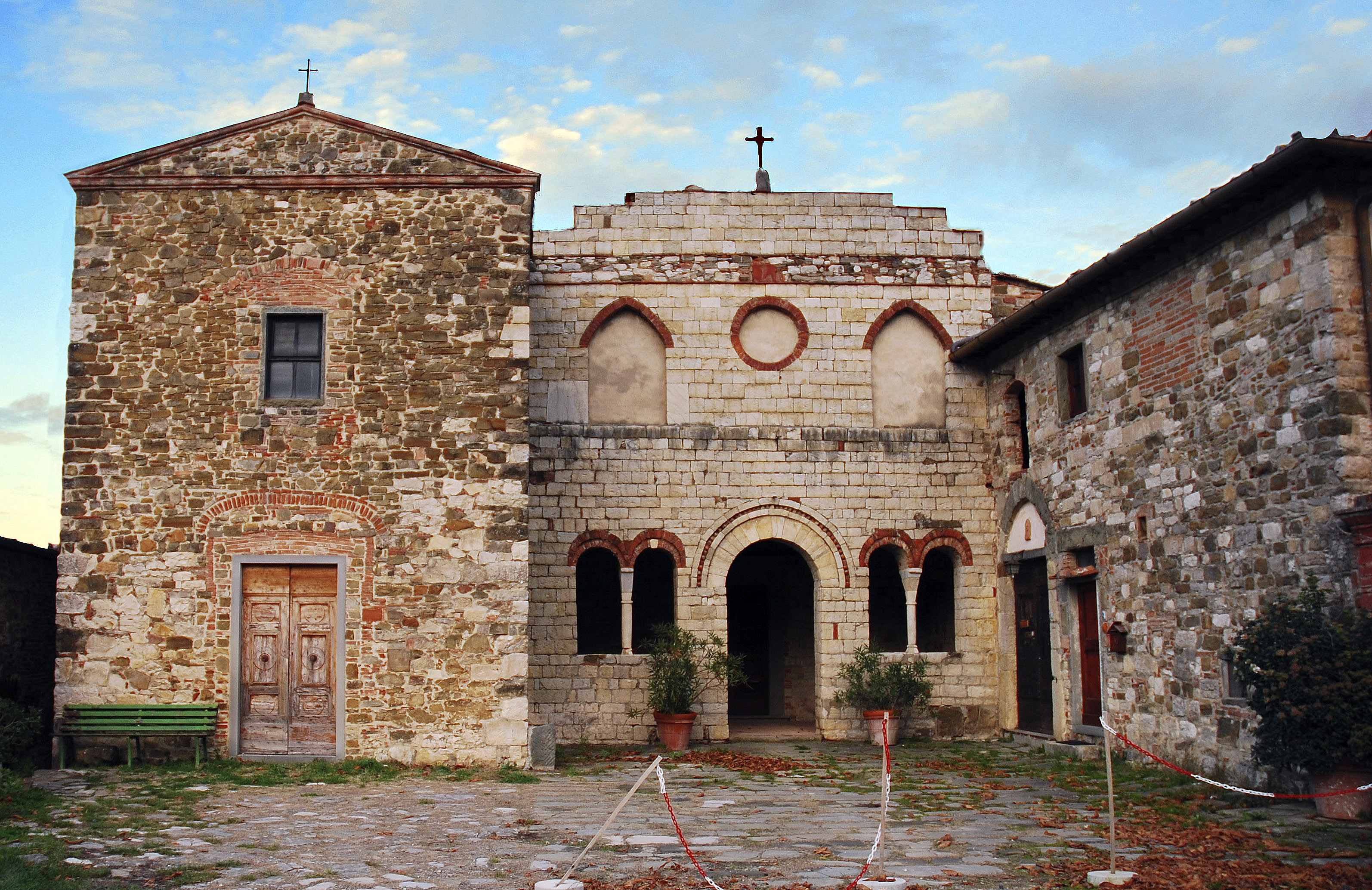
Die Pieve di San Cresci nahe Montefioralle

- Chiesa di Santo Stefano, dem Bistum Fiesole angehörige Kirche im Ortskern. Im Inneren der Kirche befinden sich zahlreiche Kunstwerke, darunter eines aus dem 13. Jahrhundert (1270er Jahre[6]), welches dem Meister von Bagnano oder dem Maestro di Greve zugerechnet wird[5] (auch als Maestro di Montefioralle oder Meliore di Jacopo bekannt). Das Gemälde stellt die Jungfrau Maria zusammen mit dem Jesuskind und zwei Engeln dar (Madonna col Bambino in trono e due angeli).[7] Von Orazio Fidani (1606–1656[8]) findet sich das Leinwandgemälde Santi Michele Arcangelo, Jacopo, Stefano e Domenico (1647 entstanden[2]) in der Kirche.
- Pieve di San Cresci, Pieve im Bistum Fiesole, die ca. 1 km nordwestlich von Montefioralle liegt.

## Besonderheiten
- Montefioralle soll die Geburtsstätte des weltberühmten Amerigo Vespucci gewesen sein. Diese These lässt sich aber heute kaum noch aufrechterhalten. Fest steht nur, dass hier im Mittelalter die Adelsfamilie Vespucci residiert hat. Auf einem der Häuser ist noch das Wappen der Familie Vespucci zu erkennen.